# Хабунова, Евдокия Эрендженовна
Евдокия Эрендженовна Хабунова (родилась 1 сентября 1954 года) — Директор Международного Научного Центра «Культурное наследие монгольских народов», сотрудник кафедры фольклора и социально-культурной деятельности.
Доктор филологических наук, профессор.

## Биография
В 1976 году окончила Калмыцкий государственный университет по специальности «Филолог. Преподаватель калмыцкого языка и литературы, русского языка и литературы». С 1977 года по 1995 год работала в КНИЯЛИ. В 1993 году защитила кандидатскую диссертацию на тему «Калмыцкая свадебно-обрядовая поэзия» в Институте мировой литературы РАН. В 2007 году защитила докторскую диссертацию на тему "Героический эпос «Джангар: поэтические константы богатырского жизненного цикла (сравнительное изучение национальных версий» в Дагестанском научном центре РАН.
С 2001 по 2016 год являлась директором Института калмыцкой Филологии и востоковедения КалмГУ.
С 2016- продолжает преподавать на кафедре фольклора и социально-культурной деятельности.
.
Сфера научных интересов: фольклор монгольских народов (устная эпическая традиция, обрядовая поэзия, песенное наследие).

## Труды
- Хабунова, Е. Э. Калмыцкая свадебная обрядовая поэзия : Исслед. и материалы / Е. Э. Хабунова. — Элиста : Калм. кн. изд-во, 1998. — 223 с. — ISBN 5-7539-0393-2
- Хабунова, Е. Э. Героический эпос «Джангар»: поэтические константы богатырского жизненного цикла : сравнительное изучение национальных версий / Е. Э. Хабунова ; Федеральное агентство по образованию, Федеральное гос. науч. учреждение "Северо-Кавказский науч. центр высш. шк., Калмыцкий гос. ун-т. — Ростов-на-Дону : Изд-во СКНЦ ВШ, 2006. — 255 с. — ISBN 5-87872-371-8
- Хабунова, Е. Э. Добрые пожелания: от SMS до традиционных йорялов. — Элиста : Джангар, 2006. — 46 с. — ISBN 5-94587-191-5
- Хабунова, Е. Э. Очаг (обряды и обрядовый фольклор жизненного цикла калмыков) / Е. Э. Хабунова. — Элиста, 2005.
- Хабунова Е. Э. Вербальное и ритуальное оформление современной калмыцкой свадьбы «хальмг хюрм». [Текст] / Хабунова Е. Э.-Элиста: ЗАОр"НПП"Джангар"; 2010. — 56 с.
- Хабунова Е. Э. Формулы традиционного этикета калмыков или как стать «йоста хальмг». [Текст] / Хабунова Е. Э. — Элиста: ЗАОр "НПП «Джангар», 2010. — 48 с.
- Хабунова, Е. Э. Западная Монголия: пути экспедиционных поисков лета 2007 года : работа выполнена при финансовой поддержке РГНФ (гранты: № 07-04-92373е/G — 2008—2010 гг.) / Е. Э. Хабунова // Вестник Калмыцкого университета. — 2009. — № 7. — С.80-95 . — ISSN 1995-0713